# Turecká angora
Turecká angora (Ankara Kedisi) nebo taky angorská kočka je plemeno kočky domácí. Pochází z centrálního Turecka, z oblasti Ankary (Angora je historický název města a oblasti). FIFe řadí tureckou angoru do skupiny II, mezi polodlouhosrsté kočky .

## Historie
Turecká angora patří k nejstarším kočičím plemenům. Bílé kočky s dlouhou hebkou srstí byly z Turecka do Evropy poprvé dovezeny anglickými a francouzskými obchodníky v 16. století. Orientální krásky si díky svému vznešenému vzhledu a eleganci rychle získaly oblibu u šlechty. Bílá turecká kočka byla oblíbeným, vznešeným darem. Tureckou angoru najdeme na mnoha portrétech evropských šlechticů jako elegantní doplněk. Postupem času angory úspěšně pronikly i do méně bohatých domácností měšťanstva. V polovině 19. století se ovšem objevily první kočky perského typu, které na následující desítky let zcela ovládly chovy dlouhosrstých koček. Původní turecké angory upadly v zapomnění, kolem roku 1900 v Evropě ani v USA nebylo možno sehnat čistokrevnou angoru .
Plemeno ovšem samozřejmě dále přežívalo v Turecku. Už počátkem dvacátého století zde byly položeny počátky pečlivého chovného programu s cílem zajistit ochranu a rozvoj tohoto nádherného plemene, které je Turky považováno za národní poklad. Tento program trvá dodnes. V čele programu stojí zoo v Ankaře, která má vlastní pobočku věnující se pouze chovu čistě bílých tureckých angor. Obzvláště ceněny jsou zde různooké angory, s jedním okem modrým a druhým okem jantarovým .
Západní svět tureckou angoru znovuobjevil až na počátku 60. let 20. století, kdy bylo několik tureckých angor exportováno z ankarské zoo do USA. Plemeno se opět začalo šířit. V USA byly bílé turecké angory uznány (chovnou organizací CFA) jako samostatné plemeno v roce 1968, v roce 1972 pak získaly plný status včetně nároku na nejvyšší výstavní tituly. V roce 1978 pak bylo povoleno i vystavování barevných variet .
V Evropě se turecké angory objevovaly od počátku 60. let dvacátého století sporadicky na výstavách, kvůli nízkému počtu a agresivitě vystavovaných jedinců však bylo plemeno oficiálně uznáno organizací FIFe až v roce 1988, barevné variety byly uznány dokonce až v roce 1994 .
Plemeno je chováno i v Česku, odchovy jsou považovány za velmi kvalitní a čeští jedinci dosahují úspěchů i na mezinárodních výstavách.

## Kontroverze

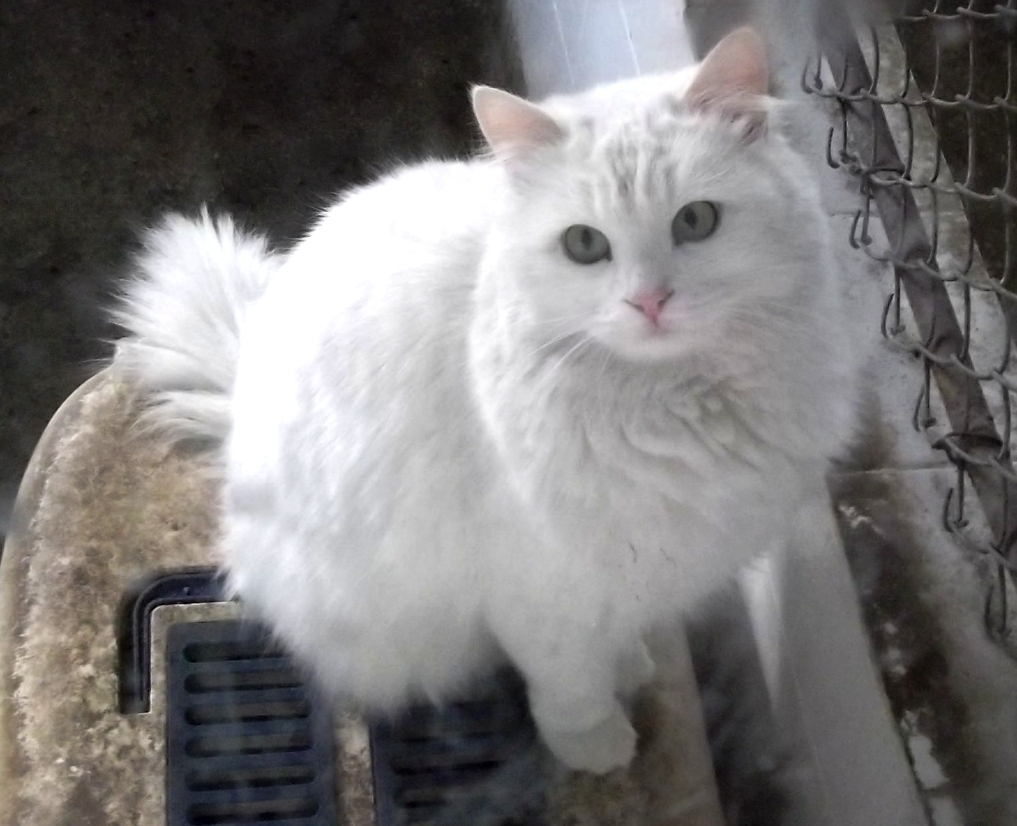
Turecká angora v ankarské zoo - všimněte si zavalitějšího těla, kratších nohou a kulatější hlavy

Mezi angorami z původní vlasti a západními odchovy dnes existují značné rozdíly. Američtí chovatelé, kteří stáli u nového rozvoje angor mimo Turecko, se zaměřili na odchov elegantních štíhlých koček na vysokých nohách, s klínovitou hlavou a velkýma ušima. V Turecku ovšem tento vývoj čelil nedůvěře a bylo poukazováno na silnou stavbu těla a výrazně kulatější hlavu zdejších typických jedinců. U západních chovatelů ovšem nakonec převážila americká cesta a dnešní výstavní angory tak odpovídají americkému typu .

## Charakteristika plemene
Turecká angora je dobře stavěná, elegantní kočka. Kočky jsou středně velké, s váhou kolem 4,5 kg, kocouři pak o něco větší a těžší..
Hlava je malá až středně velká, klínovitá. Nahoře široká, pomalu se zužuje směrem k bradě. Nos je středně dlouhý, téměř rovný, jemně zaoblený, bez stopu. Oči jsou velké, ve tvaru mandlí, lehce sešikmené. Jsou povoleny všechny barvy. Uši jsou velké, špičaté, široké u základny, dobře osrstěné, s chomáčky chlupů. Jsou posazené vysoko na hlavě, blízko sebe, kolmé a vztyčené .
Tělo je svalnaté, štíhlé, elegantní a pružné. Zadní část je o něco výše než přední, ramena by měla být v úrovni kyčlí. Nohy jsou dlouhé, pevné, zadní o něco delší než přední. Tlapky jsou malé, kulaté, s chomáčky chlupů mezi polštářky. Ocas je dlouhý, huňatý, široký u základu, směrem ke špičce se zužuje .
Srst je jednoduchá, bez podsady. Střední délky na těle, dlouhá na krku a ocase. Hedvábného lesku, na pohmat velmi jemná. Na břiše lehce zvlněná. Letní srst je výrazně kratší než zimní .
Jsou povoleny všechny barevné variety, včetně variet s bílou. Výjimkou jsou odznaky a barvy čokoládová, lila, skořicová a plavá. Je povolen jakýkoliv podíl bílé .

## Povaha

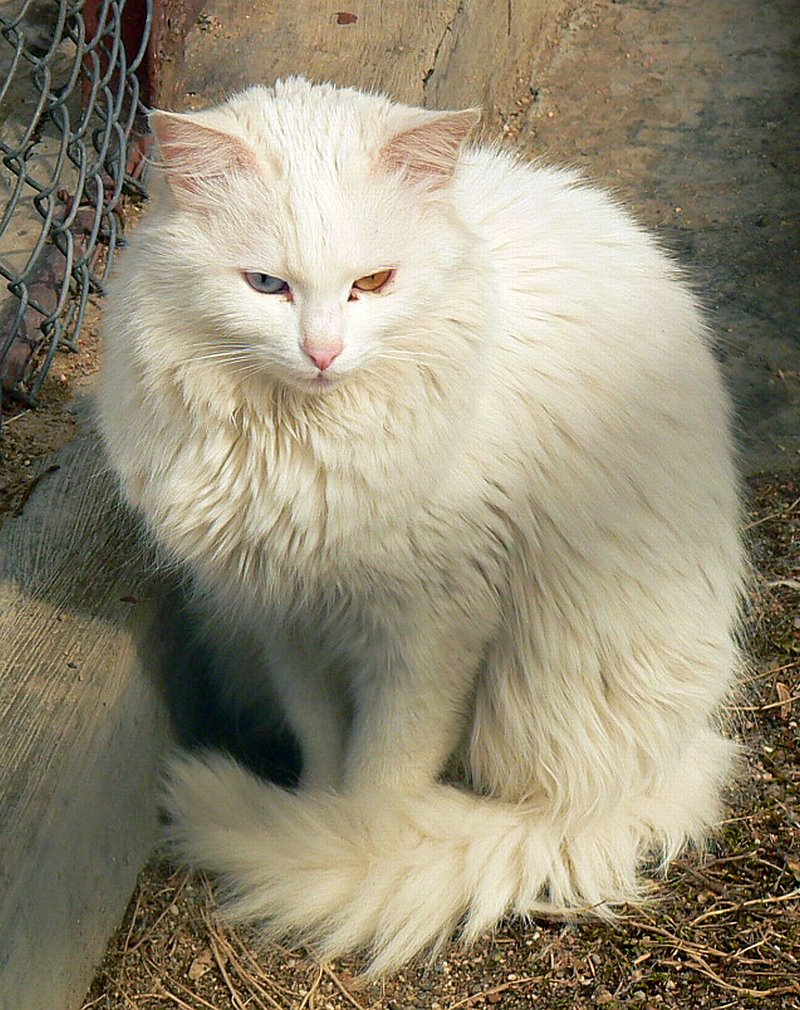
Různooká turecká angora

Turecké angory jsou velmi společenské, pokud se jim nemůžete plně věnovat, doporučuje se chovat je nejméně v páru. Jsou velmi hravé. Dobře šplhají. Bez problému se sžijí s dětmi či se psem .

## Péče
Turecká angora je nenáročná na péči. Srst je bez podsady, nehrozí tedy její plstnatění. Přesto je vhodné srst občas vykartáčovat .

## Zdravotní problémy
Turecké angory byly původně chovány pouze v bílé barvě. Dnes se setkáme s tureckými angorami v různých barevných varietách, bílá angora je však archetypem, ztělesněním tohoto krásného plemene. V souvislosti s tím je nutno se zde zmínit o problémech postihujících bílé kočky.
Gen zodpovědný za bílou srst a modré oči je spojen s hluchotou. Toto platí nejen pro turecké angory, ale i pro jiné bílé modrooké či různooké (jedno oko modré, druhé jantarové nebo zelené) kočky. Výjimkou jsou kočky, u kterých modrá barva oči není způsobena nedostatkem pigmentu, ale projevem albinismu siamských odznaků. Kočka je obvykle hluchá na straně, kde má modré oko, čistě modrooké kočky pak bývají hluché zcela. Ne každá bílá modrooká kočka je hluchá. Procento postižených jedinců je ale značné. Nejde však o postižení neslučitelné se životem, i hluché kočky, mají-li vhodnou péči, mohou vést normální kočičí život.
Gen způsobuje degenerativní změny v Cortiho orgánu, takže ucho není schopno převádět zvukové vlny na nervové impulsy a kočka proto ztrácí schopnost slyšet. Změny proběhnou během prvních týdnů po narození a jsou nevratné .
Barevní jedinci zmíněný gen nenesou, proto hluchotou netrpí.
Hluché kočky se nesmějí účastnit výstav FIFe, u bílých koček je proto na výstavách této organizace vždy vyžadován doklad o vyšetření sluchu. Další velké chovatelské organizace - TICA a americká CFA - na svých výstavách hluché kočky tolerují.

## Zajímavosti
Ernst Stavro Blofeld, hlavní padouch z několika filmů s Jamesem Bondem, měl jako mazlíčka tureckou angoru.

## Galerie

Turecká angora
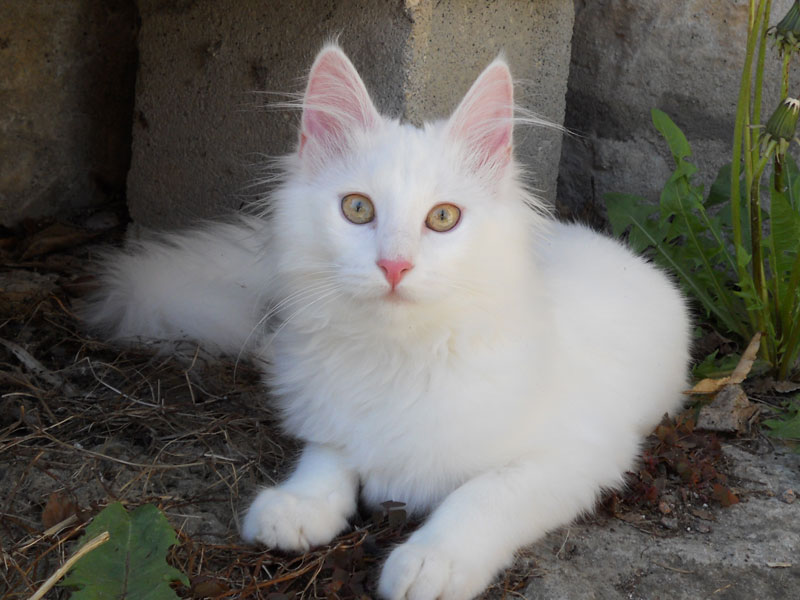
Bílá turecká angora
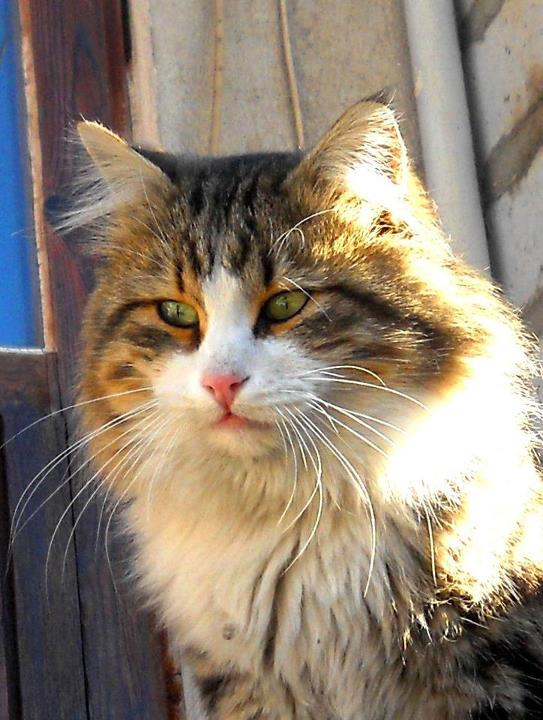
Barevná angora
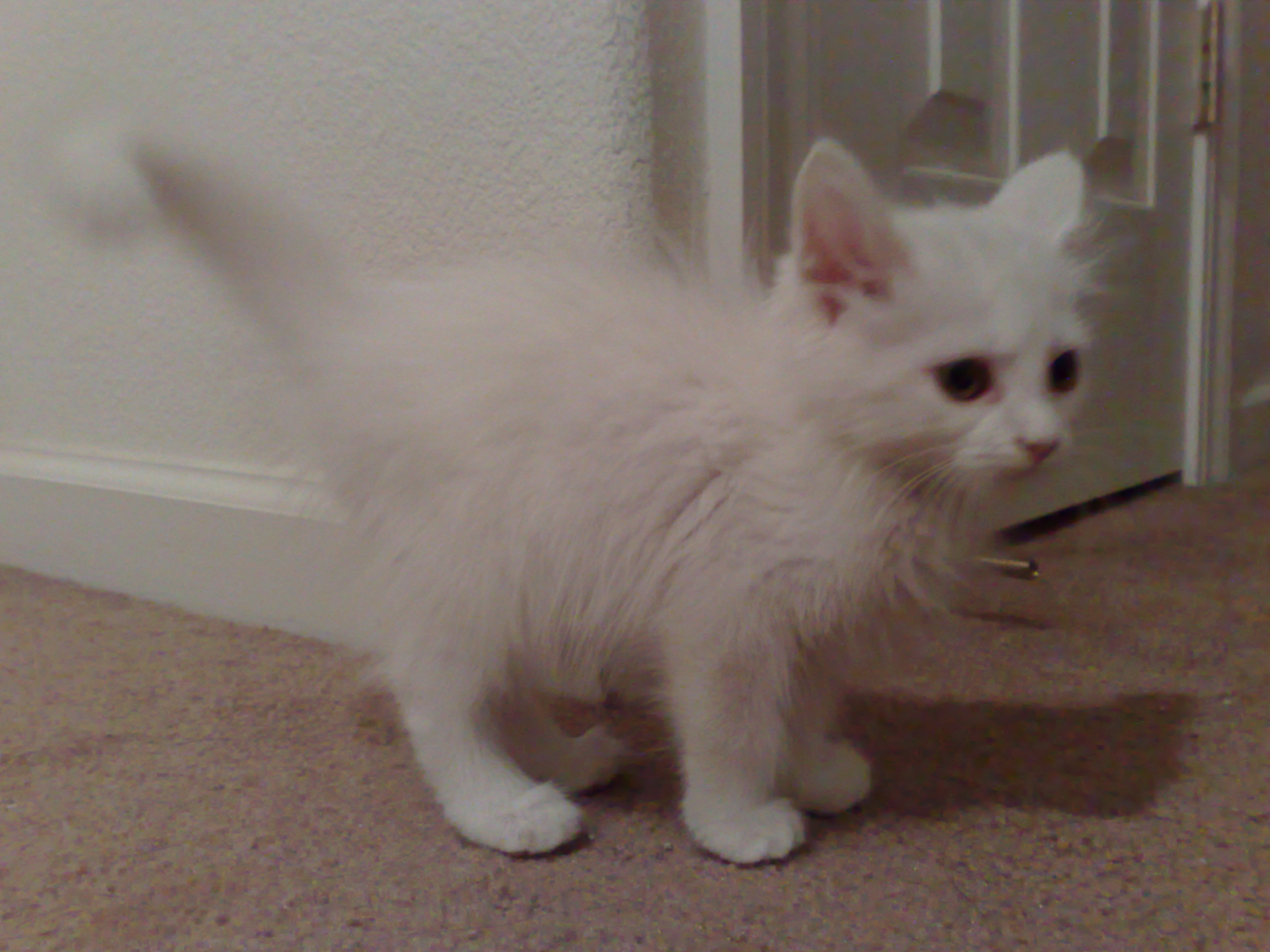
Angorské kotě
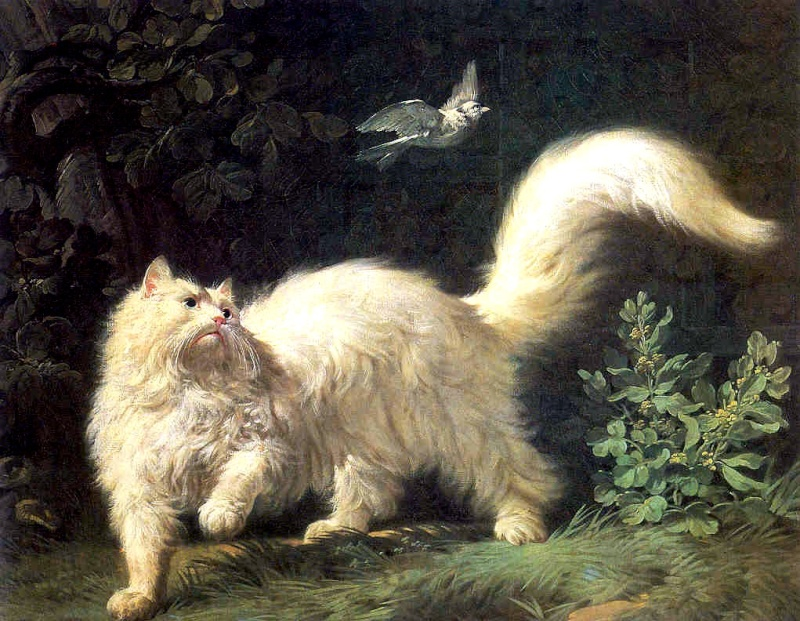
Obraz Angorská kočka francouzského malíře Jean-Jacquese Bacheliera (1724-1806)